# Zeven ringen van de dwergen
De zeven ringen van de dwergen zijn fictieve voorwerpen uit de werken van J.R.R. Tolkien.
De zeven ringen zijn samen met de andere Ringen van Macht gemaakt door de elfensmeden in het rijk Eregion. De kennis voor het smeden werd gegeven door Sauron, die een vriendelijke gedaante aannam en zichzelf Annatar noemde. Hij vertelde de elfen hoe ze ringen van macht moesten maken, maar toen Sauron vervolgens in het geheim de Ene Ring smeedde, kwamen ze onder diens controle.
In 1697 van de tweede Era viel Sauron Eregion aan en verwoestte het. De ringen Narya, Vilya en Nenya werden gered, maar Sauron kreeg wel macht over de negen ringen van de mensen. Zeven ringen waren vergeven aan de zeven dwergenkoningen. Door de ringen werden de dwergen veel machtiger en kregen ze veel meer rijkdom. Het was Saurons plan om via de ringen, de dwergen te corrumperen. Maar Saurons plan mislukte. De dwergen werden zeer hebzuchtig, maar ze weigerden Sauron te dienen.
Vier van de ringen gingen verloren toen ze werden opgegeten door draken. Sauron bemachtigde twee ringen, maar de machtigste ring was nog in handen van de erfgenamen van Durin III. In het jaar 2790 van de derde Era, ging Thrór, de erfgenaam van Durin III, naar Moria om zijn rijk op te eisen. Hij werd echter vermoord door Azog, een ork-leider en men dacht dat de ring verloren was gegaan. In werkelijkheid had Thrór voordat hij weg ging, de ring aan zijn zoon Thráin II gegeven. In 2841 ging Thrain II op weg naar Erebor om dit terug te winnen van de draak Smaug, hij nam de ring met zich mee. In 2845 werd Thrain II gevangen en in de kerkers van Dol Guldur gegooid. Daar werd hij gemarteld en de ring werd van hem afgenomen.
In 3017 stuurde Sauron een afgezant naar koning Dáin IJzervoet, de koning van Durins volk. Sauron beloofde de drie overgebleven ringen terug in ruil voor de Ene Ring gevonden door Bilbo Balings, die bekend was bij de dwergen. De dwergen weigerden zijn aanbod. 
Toen de Ene Ring werd vernietigd en Mordor werd verwoest, verloren de drie overgebleven ringen hun macht.
Drie ringen van de elfen · Zeven ringen van de dwergen · Negen ringen van de mensen · Ene Ring